# Villalcázar de Sirga
Villalcázar de Sirga è un comune spagnolo di 195 abitanti situato nella comunità autonoma di Castiglia e León, comarca di Tierra de Campos.